# Coll de les Colomines
El Coll de les Colomines és una collada situada a 810,8 m alt en el terme comunal de Sant Llorenç de Cerdans, a la comarca del Vallespir (Catalunya del Nord), però molt a prop del termenal amb Serrallonga. Està situat a l'extrem de ponent del terme de Sant Llorenç de Cerdans, a la partida de les Colomines, just al nord de la masia del mateix nom, del terme de Serrallonga.